# Hepatitida A
Hepatitida A (známá jako infekční žloutenka) je akutní infekční onemocnění jater způsobené virem hepatitidy A (HAV). Řadí se mezi alimentární onemocnění. Příznaky jsou v mnoha případech mírné, nebo se vůbec nevyskytují, zvláště u mladých lidí.  Doba, která uplyne od nákazy do projevu prvních příznaků u jedinců, u nichž se vyskytnou, se pohybuje v rozmezí od dvou do šesti týdnů.  Pokud jsou příznaky přítomny, obvykle trvají osm týdnů a mohou zahrnovat: nevolnost, zvracení, průjem, žluté zabarvení kůže a očí, horečku, a bolesti břicha. U přibližně 10–15 % lidí se příznaky znovu objeví v prvních šesti měsících po počáteční infekci. Akutní selhání jater se vyskytne vzácně a je častější u starších osob.

## Šíření choroby
Nákaza se obvykle šíří požitím potravin nebo vody, které byly kontaminovány infikovanými výkaly. Měkkýši, jejichž tepelná úprava nebyla dostatečná, představují poměrně běžný zdroj. Může se také přenášet blízkým kontaktem s infikovanou osobou. I když nakažené děti často příznaky nevykazují, jsou i nadále schopny nakazit ostatní. Po jednou prodělané infekci se jedinec stává imunní po celý zbytek svého života. Diagnóza vyžaduje krevní testy, jelikož podobné příznaky mohou být způsobeny celou řadou dalších onemocnění. Je jednou z pěti známých virových hepatitid: A, B, C, D, a E.

## Prevence a léčba
Vakcína proti hepatitidě A je vhodným preventivním nástrojem. První vakcína byla v Evropě schválena v roce 1991 a v USA v roce 1995. Některé země běžně doporučují očkování dětí a jednotlivců, kteří jsou vystaveni zvýšenému riziku nákazy a nebyli dosud očkováni. Očkování se zdá být účinné po celý život. Další preventivní opatření zahrnují mytí rukou a řádné tepelné zpracování potravin. Neexistuje žádná specifická léčba, doporučuje se odpočinek a léky na nevolnost nebo průjem na základě potřeby. Infekce zpravidla odezní úplně a bez dlouhotrvajícího onemocnění jater. Léčba akutního selhání jater, pokud k němu dojde, se řeší transplantací jater.

## Epidemiologie
Celosvětově se každoročně vyskytne kolem 1,5 milionů symptomatických případů s pravděpodobným celkovým počtem desítek milionů infekcí.
Choroba je častější v regionech světa se špatnými hygienickými podmínkami a nedostatkem bezpečné pitné vody.
V rozvojovém světě bylo kolem 90 % dětí již nakaženo do 10 let věku a jsou tudíž imunní v dospělosti. K propuknutí nákazy často dochází ve středně rozvinutých zemích, ve kterých nejsou děti viru vystaveny v raném věku a neexistuje zde všeobecné očkování.
V roce 2010 akutní hepatitida A měla za následek 102 000 úmrtí. Světový den hepatitidy se každoročně koná 28. července a má zvýšit povědomí o této virové hepatitidě.
V Česku se žloutenkou typu A za rok 2024 podle dat Státního zdravotního ústavu nakazilo celkem 636 osob.